# جون تانر (كاتب)
جون تانر (بالإنجليزية: John Tanner)‏ هو كاتب أمريكي، ولد في 1780 في كنتاكي في الولايات المتحدة، وتوفي في 1846.